# Sideroxylon nervosum
Sideroxylon nervosum là một loài thực vật có hoa trong họ Hồng xiêm. Loài này được Wall. ex G.Don miêu tả khoa học đầu tiên năm 1837.